# RPG-26
RPG-26（ロシア語: РПГ-26 «Аглень»）は、ソビエト連邦が1980年代に開発した使い捨て式の携行型対戦車擲弾発射器である。

## 概要
RPG-26は、これまでのRPG-18やRPG-22などの使い捨て式RPG シリーズが伸縮式の発射器を使用していたのに対し、初めて非伸縮式の使い捨て発射器を採用した。口径はRPG-22と同一の72.5mmであるが、装甲貫通能力は400mmから440mmにわずかながら増強されている。また、推進薬が強化されており、有効射程が250メートルに延長された。
RShG-2という派生形が存在する。弾頭を成形炸薬弾からサーモバリック爆薬に変更したもので、重量が増大した分有効射距離も短くなっている。
他のRPGシリーズ同様、ソ連崩壊後の混乱で、世界各地の武装組織やテロ組織に拡散している。日本では、2012年に福岡県北九州市の暴力団・工藤會関係者の保有倉庫から拳銃や銃弾とともに発見されている。また2024年5月、北九州市小倉南区の河原で拳銃等と共に本兵器が複数発見されている。